# Cylindrepomus tricoloripennis
Cylindrepomus tricoloripennis är en skalbaggsart som beskrevs av Stefan von Breuning 1947. Cylindrepomus tricoloripennis ingår i släktet Cylindrepomus och familjen långhorningar.
Artens utbredningsområde är Sulawesi. Inga underarter finns listade i Catalogue of Life.